# خوان بيدرو بنعلي
خوان بيدرو بنعلي (بالإسبانية: Juan Pedro Benali) (مواليد 25 مارس 1969 بمدينة مدريد، إسبانيا) هو لاعب كرة قدم إسباني سابق، ومدرب كرة قدم حالي في نهضة بركان الذي يشارك في الدوري المغربي الممتاز.

## مشواره التدريبي
خطى خوان بيدرو بنعلي خطواته الأولى كمدرب في نادي لاس روزاس في مدريد خلال موسم 1997-1998. في عام 1999، عمل كمساعد للإيطالي كلاوديو رانييري في أتلتيكو مدريد. في وقت لاحق، ذهب إلى المغرب لإدارة نادي شباب المحمدية من الدرجة الأولى وكذلك اتحاد الزموري للخميسات (1999/2000)، من نفس البلد والفئة. في موسم 2000-2001 كان مسؤولاً عن نادي الغرافة القطري وفي المواسم التالية تولى قيادة نادي الشارقة ونادي خورفكان، وكلاهما من الإمارات العربية المتحدة. في عام 2006 جاء إلى اليابان للانضمام إلى فريق ستيوارت باكستر الفني في فيسيل كوبه، وعند رحيل باكستر من الفريق، تولى زمام الأمور ورفع الفريق إلى الدرجة الأولى. خلال الفترة 2007-2008، كان جزءًا من الإدارة الفنية لنادي راسينغ سانتاندير، وبعد ذلك، من 2010 إلى 2014، أدار الأكاديمية الرياضية الإسبانية في الإمارات العربية المتحدة.

## كرة القدم المغربية
يتمتع خوان بيدرو بنعلي بخبرة واسعة في كرة القدم المغربية حيث كان في مرحلتين مختلفتين كمدير رياضي لنادي المغرب التطواني (2016 و2019) وكان أيضا مدربا لشباب الريف الحسيمي لمرحلتين أخريين بين شهري يوليو 2017 وأغسطس 2018 برصيد خمسة انتصارات وستة تعادلات وأربع هزائم. في يناير 2020، وقع عقدًا مع اتحاد طنجة في البطولة الوطنية المغربية أعلى أقسام كرة القدم في المغرب. وفي 18 مارس 2021، أصبح مدربًا لنادي نهضة بركان الممارس أيضا في الدوري المغربي الممتاز.